# Natacha Benmesbah
Natacha Benmesbah est une joueuse d'échecs française née le 21 octobre 1989.
Au 1er août 2022, elle est la neuvième joueuse française avec un classement Elo de 2 268 points.

## Biographie et carrière
Natacha Benmesbah a remporté la médaille d'argent lors du championnat d'Europe des moins de 16 ans en 2005 et le championnat de France universitaire en 2016.
Maître international féminin depuis 2011, elle finit deuxième du championnat de France d'échecs en 2016, à égalité de points avec la championne de France Sophie Milliet et en 2022, battue en finale par Almira Skripchenko. Elle est à nouveau vice-championne de France en 2022.
Elle a représenté la France lors du championnat d'Europe d'échecs des nations de 2013 et du championnat du monde d'échecs par équipe de 2013.
Elle évolue actuellement[Quand ?] au club de Metz Fischer en tant que joueuse de l’équipe de Top 12 et traductrice officielle.
Elle exerce la profession de médecin.